# Zulmasuchus
Zulmasuchus (nombre que significa "cocodrilo de Zulma Gasparini") es un género extinto de mesoeucrocodiliano sebecosuquio de la familia de los sebécidos. Sus fósiles se han hallado en rocas del Paleoceno de la Formación Santa Lucía en Bolivia. Zulmasuchus fue nombrado en 2007 por Alfredo Paolillo y Omar Linares a partir de fósiles originalmente descritos por Buffetaut y Marshall en 1991 como Sebecus querejazus. Por lo tanto, la especie tipo es Z. querejazus.